# Royal City (település)
Royal City az Amerikai Egyesült Államok északnyugati részén, Washington állam Grant megyéjében elhelyezkedő város. A 2010. évi népszámlálási adatok alapján 2140 lakosa van.
A korábban a Royal Flats nevet viselő Royal Cityt 1952-ben alapították, városi rangot pedig 1962. február 14-én kapott. Az 1960-as években a város közelében egy Titan I-indítóállás működött.

## Éghajlat
| Hónap                         | Jan.  | Feb.  | Már.  | Ápr. | Máj. | Jún. | Júl. | Aug. | Szep. | Okt.  | Nov.  | Dec.  | Év    |
| ----------------------------- | ----- | ----- | ----- | ---- | ---- | ---- | ---- | ---- | ----- | ----- | ----- | ----- | ----- |
| Rekord max. hőmérséklet (°C)  | 20,6  | 21,7  | 27,8  | 35,6 | 40,6 | 42,8 | 45,0 | 46,1 | 38,9  | 32,2  | 23,9  | 21,1  | 46,1  |
| Átlagos max. hőmérséklet (°C) | 4,4   | 8,9   | 15,0  | 19,4 | 24,4 | 28,3 | 33,3 | 32,8 | 27,2  | 18,9  | 10,0  | 3,3   | 18,9  |
| Átlagos min. hőmérséklet (°C) | −3,3  | −2,8  | 0,0   | 3,3  | 7,8  | 11,7 | 14,4 | 13,3 | 8,3   | 2,8   | −1,1  | −5,0  | 4,2   |
| Rekord min. hőmérséklet (°C)  | −33,3 | −31,1 | −16,1 | −5,6 | −4,4 | 1,1  | 5,0  | 4,4  | −3,3  | −12,8 | −27,8 | −28,3 | −33,3 |
| Átl. csapadékmennyiség (mm)   | 23    | 17    | 18    | 15   | 13   | 15   | 7    | 5    | 8     | 15    | 27    | 30    | 193   |
| Forrás: The Weather Channel   |       |       |       |      |      |      |      |      |       |       |       |       |       |

## Népesség
A 2010-es népszámláláskor a városnak 2140 lakója, 486 háztartása és 439 családja volt. A népsűrűség 711 fő/km2. A lakóegységek száma 494, sűrűségük 164,1 db/km2. A lakosok 45,7%-a fehér, 1,2%-a afroamerikai, 0,8%-a indián, 0,9%-a ázsiai,  48,7%-a egyéb, 2,7%-a pedig kettő vagy több etnikumú. A spanyol vagy latino származásúak aránya 88,7% (   )
A háztartások 72,2%-ában élt 18 évnél fiatalabb. 62,1% házas, 11,5% egyedülálló nő, 16,7% egyedülálló férfi, 9,7% pedig nem család. 4,9% egyedül élt; 2%-uk 65 éves vagy idősebb. Egy háztartásban átlagosan 4,26 személy élt; a családok átlagmérete 4,2 fő.
A medián életkor 22,4 év volt. A város lakóinak 40,1%-a 18 évesnél fiatalabb, 14,7% 18 és 24 év közötti, 30,6%-uk 25 és 44 év közötti, 11,8%-uk 45 és 64 év közötti, 2,9%-uk pedig 65 éves vagy idősebb. A lakosok 53,3%-a férfi, 46,7%-a pedig nő.

## Fordítás
Ez a szócikk részben vagy egészben  a   Royal City, Washington című angol Wikipédia-szócikk ezen változatának fordításán alapul.  Az eredeti cikk szerkesztőit annak laptörténete sorolja fel. Ez a jelzés csupán a megfogalmazás eredetét és a szerzői jogokat jelzi, nem szolgál a cikkben szereplő információk forrásmegjelöléseként.